# イオン須坂駅前店
イオン須坂駅前店（イオンすざかえきまえてん）は、長野県須坂市馬場町にあるイオンリテール株式会社が運営する総合スーパー（GMS）。

## 概要
1975年（昭和50年）11月に廃業したボウリング場「ながでんボウル須坂」の建物を改装し、翌1976年（昭和51年）12月11日に開業。施設・敷地を所有する長野電鉄がイオンリテールに貸し出している。開業当初は平屋建てであったが、後に増築し現在の形となる。
2008年（平成20年）11月、「周辺の大型店との競争激化や店舗老朽化」を理由に翌年2月20日を以て閉店を発表した。売り上げが落ち込み、平成19年度の売上高は11年度比で7割ほどという。しかし、地元からの存続の声を受け、閉店を撤回した。
2011年（平成23年）3月1日、イオングループの総合スーパー業態のブランド名が「イオン」に統一されることにより、店舗の名称がジャスコ須坂店からイオン須坂店に変更された。
2021年（令和3年）、須坂市郊外にイオンモール須坂を出店することを発表した。イオン須坂店の今後について、イオンリテールは現時点で決まっていることはないとしつつ、「モール型とスーパー型では商圏が異なる」と説明した。
イオンモール須坂の開業に先立ち、2025年（令和7年）4月18日より店名がイオン須坂駅前店へ変更された。

## 備考
長野電鉄と提携して、買い物総額の10％の範囲内のお帰りきっぷ（須坂駅発）「楽楽きっぷ」を発行している。
アニメ「ワッチャプリマジ!」第36話の作中に登場したショッピングモール「オメガモール」の外観は、当店をモチーフとしている。

## アクセス
- 長野電鉄長野線須坂駅すぐそば。
- 上信越自動車道須坂長野東IC・小布施スマートICより車で約10分。